# La Orchila
La Orchila je ostrov v Karibském moři, který patří Venezuele. Má rozlohu 40 km² a maximální nadmořskou výšku 139 m. Nachází se 160 km severně od hlavního města Caracasu a je součástí Federálních dependencí.
Ostrov je pojmenován podle porostů rocelly, z níž se vyrábí barvivo. Je známý svými plážemi s růžovým pískem a v okolním moři se provozuje rybolov. Pro španělskou korunu ho v roce 1589 zabral Diego Osorio y Villegas, avšak vzhledem k blízkosti Curaçaa si na něj až do 19. století činili nárok také Nizozemci.
Ostrov je pro veřejnost uzavřen a slouží jako rezidence venezuelského prezidenta a vojenská základna. Za vlády prezidenta Marcose Péreze Jiméneze zde bylo vybudováno letiště. Při pokusu o převrat v dubnu 2002 zde vojáci internovali prezidenta Hugo Cháveze. V roce 2018 oznámila agentura TASS, že Rusko jedná s venezuelskou vládou o možnosti využívat základnu na ostrově La Orchila pro svá bombardovací letadla Tupolev Tu-160.